# Saint-Lary-Soulan
Saint-Lary-Soulan is een gemeente in het Franse departement Hautes-Pyrénées (regio Occitanie). De plaats maakt deel uit van het arrondissement Bagnères-de-Bigorre. Saint-Lary-Soulan telde op 1 januari 2022 837 inwoners.

## Geografie
De oppervlakte van Saint-Lary-Soulan bedroeg op 1 januari 2022 90,97 vierkante kilometer; de bevolkingsdichtheid was toen 9,2 inwoners per km².

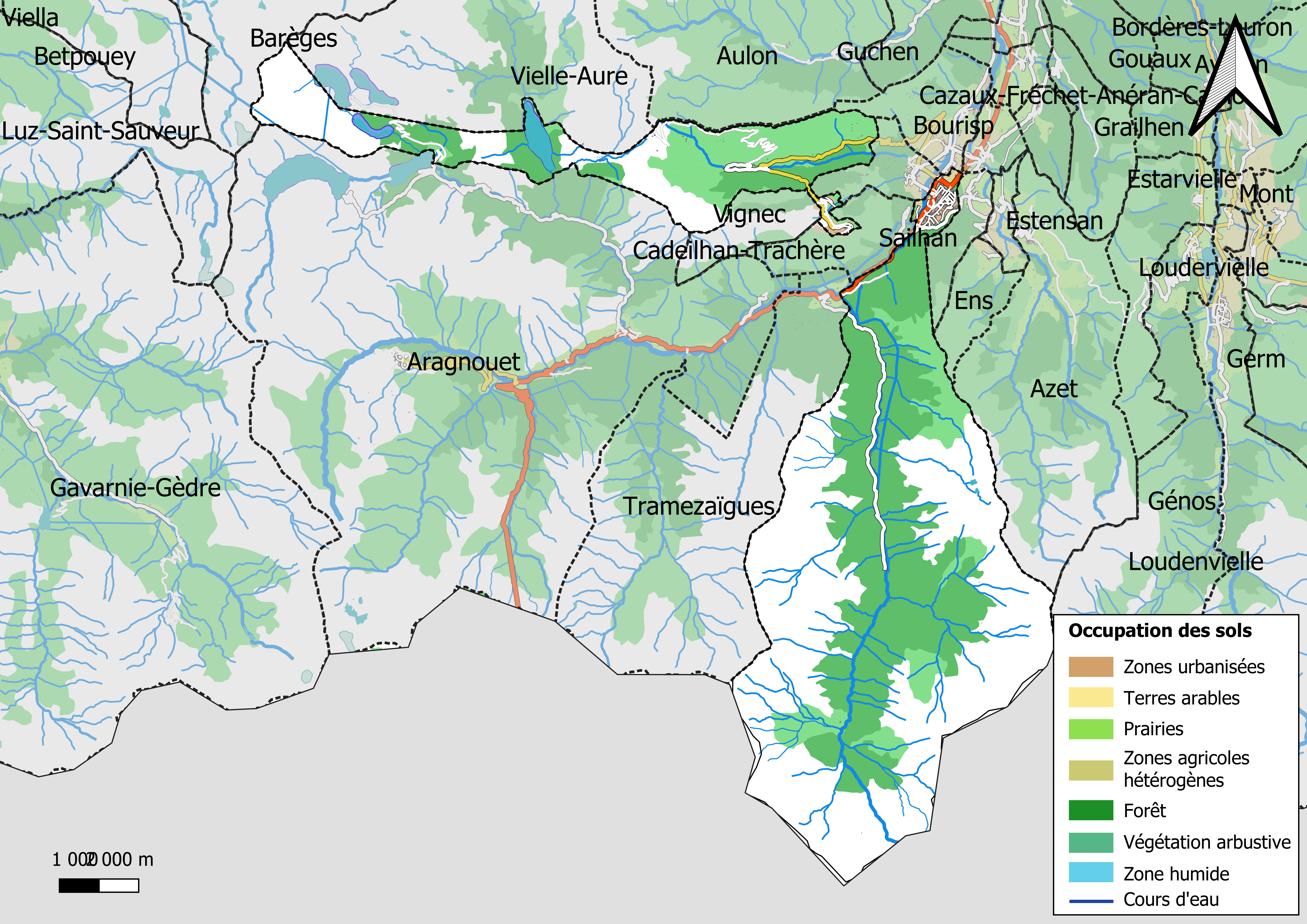
Kaart van de gemeente met belangrijkste infrastructuur, bodemgebruik en omliggende gemeenten

## Demografie
Onderstaande figuur toont het verloop van het inwonertal (bron: INSEE-tellingen).

## Foto's

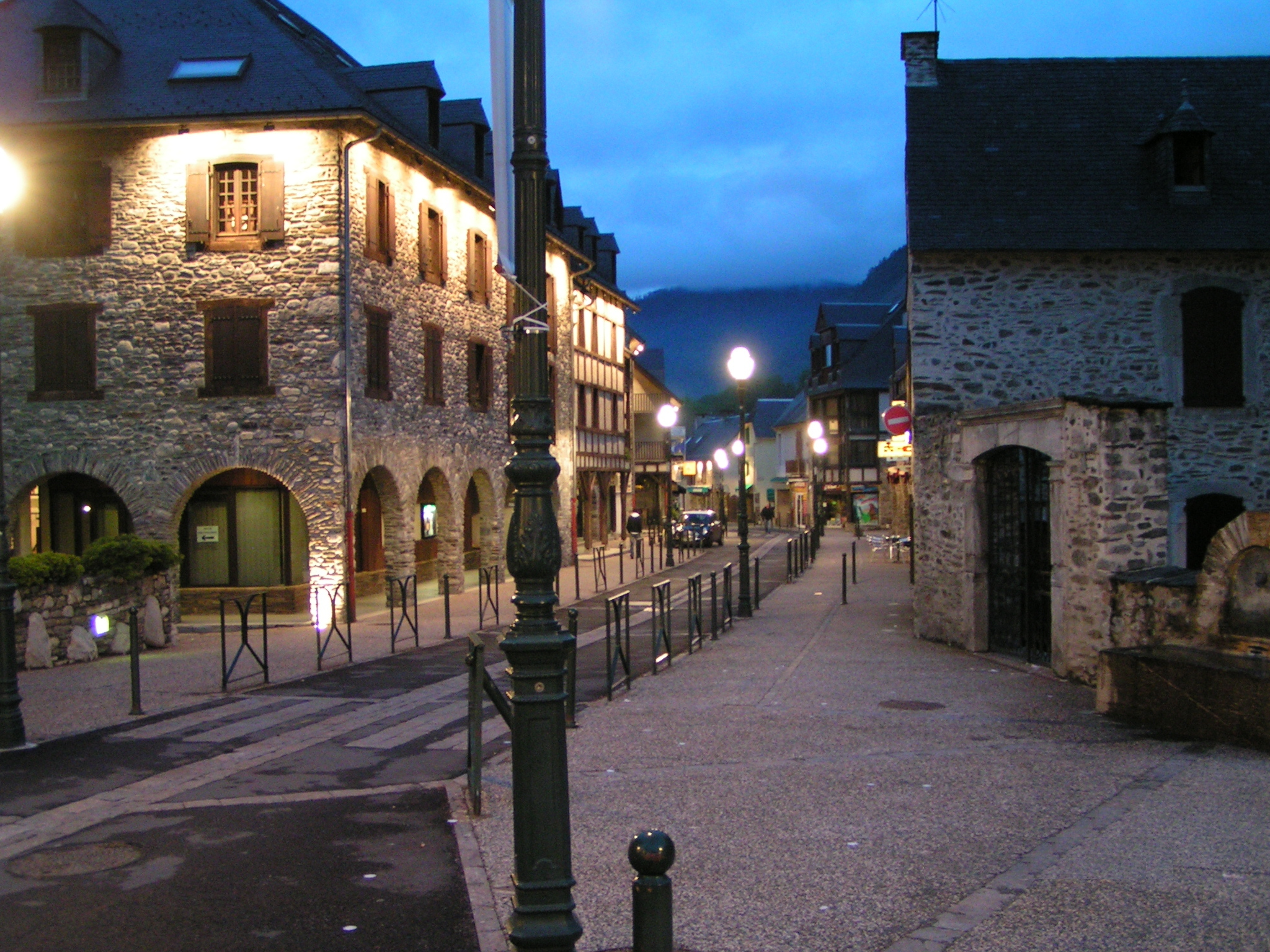
Centrum
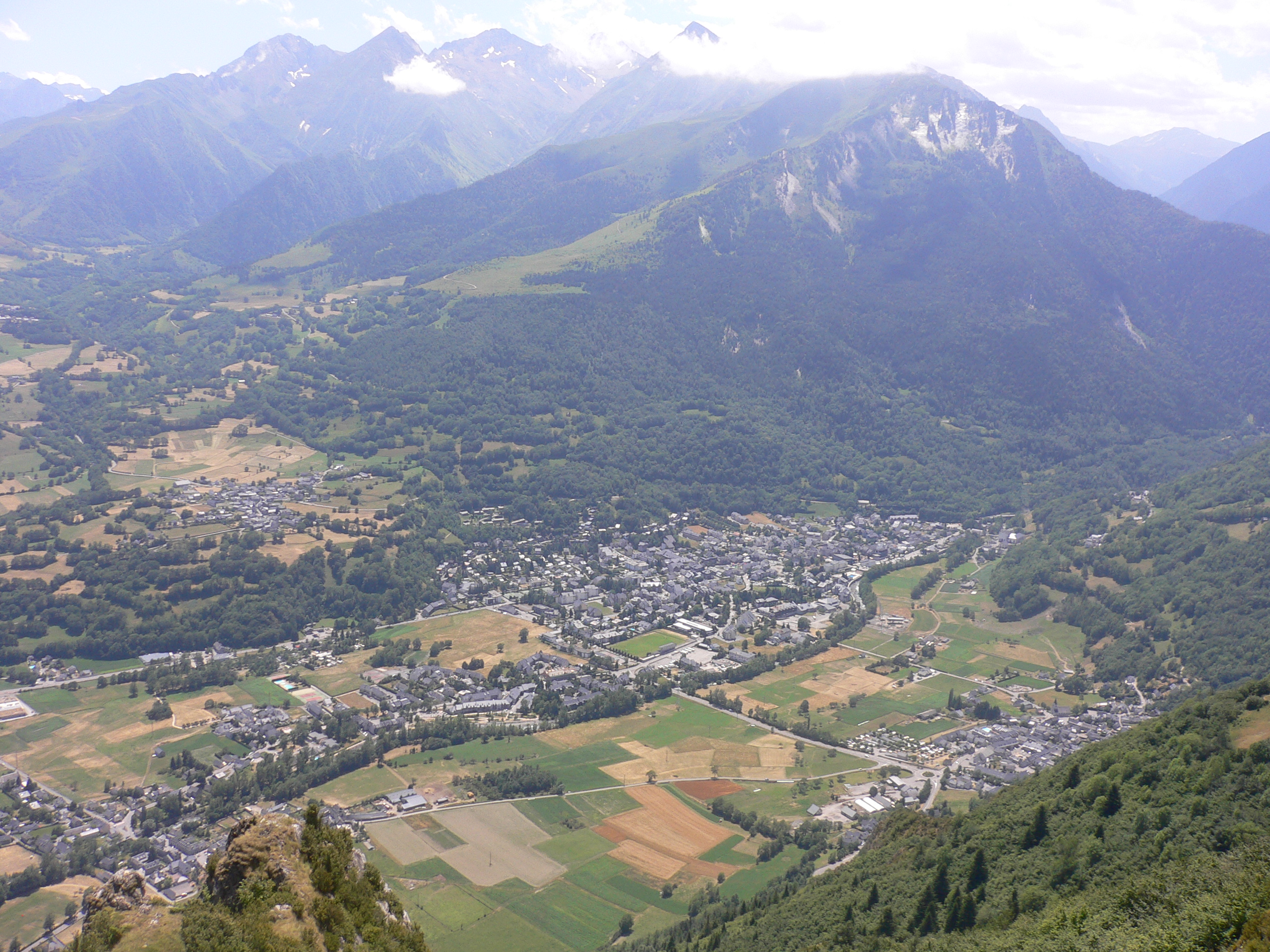
Saint-Lary-Soulan
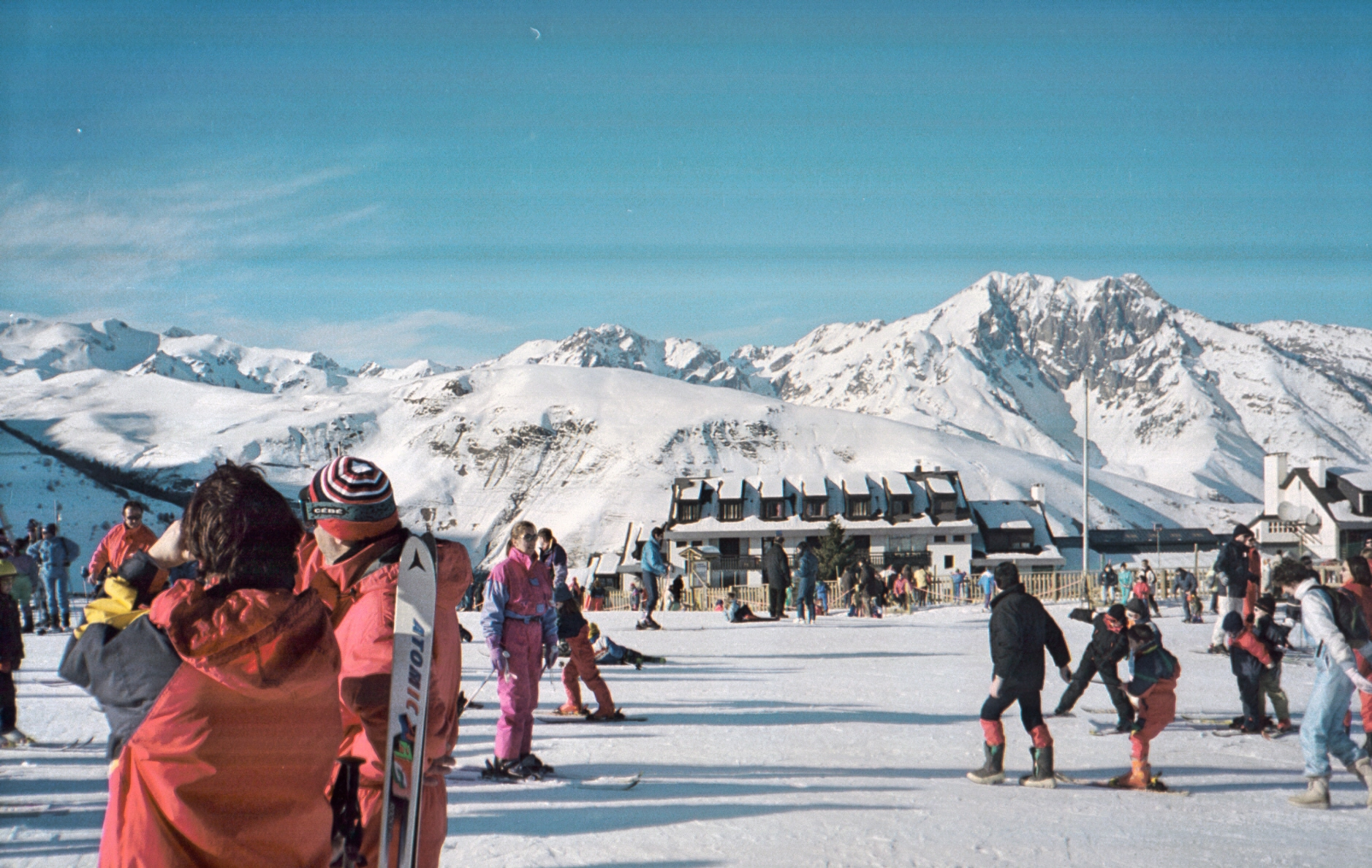
Skiën in Pla d'Adet

## Sport

### Wintersport
Saint-Lary-Soulan is een bekend skigebied. Het totale skigebied beslaat zo'n 700 ha en is verdeeld over drie sectoren liggend tussen de 1700 en 2515 meter hoogte:
1. "Pla d’Adet" op 1 683 m
2. "Espiaube" op 1 900 m
3. "Saint-Lary 2400", of "Vallon du Portet"

Er is in totaal 100 km aan skipistes met 270 sneeuwkanonnen. Het is het grootste skigebied in de Franse Pyreneeën.

### Wielrennen
Door haar ligging in de Pyreneeën is Saint-Lary-Soulan vaak aankomstplaats van een etappe van de wielerkoers Ronde van Frankrijk. Dit is tot dusver dertien keer het geval geweest. Doorgaans ligt de finish in Pla d’Adet. 
De ritwinnaars op Pla d'Adet zijn:
- 1974: Raymond Poulidor
- 1975: Joop Zoetemelk
- 1976: Lucien van Impe
- 1978: Mariano Martínez
- 1981: Lucien van Impe
- 1982: Beat Breu
- 1993: Zenon Jaskuła
- 2001: Lance Armstrong
- 2005: George Hincapie
- 2014: Rafał Majka
- 2024: Tadej Pogačar

Lance Armstrong en George Hincapie werden later gediskwalificeerd i.v.m. het gebruik van doping.
In 2018 werd voor het eerst gekozen voor een finish op de hoger gelegen top van de Col de Portet. 
De ritwinnaar op de Col de Portet:
- 2018: Nairo Quintana
- 2021: Tadej Pogačar